# Обмін затриманими шпигунами між США та Росією (2010)
«Програма нелегалів» — мережа російських сплячих агентів під прикриттям у США. Арешт десяти агентів цієї мережі, після розслідування ФБР.призвів до обміну затриманими шпигунами між США й Росією 9 липня 2010 року у Відні, та став кінцевим етапом операції з розкриття мережі розвідників-нелегалів. Російські розвідники були відправлені на територію США службою зовнішньої розвідки Росії. Розкриття цієї мережі тривало декілька років й закінчилось у кінці червня 2010 року арештом 11 підозрюваних (10 арештовані на території США, один на Кіпрі). десятьом арештованим висунуто звинувачення у підпільній діяльності в підтримку Росії. Одинадцятий підозрюваний, що арештований на Кіпрі, Роберт Крістофер Метсос, офіцер зв'язку російської розвідки, звільнений під заставу та зникнув; дванадцятий - розвідник-нелегал Сергій Черепанов (Генрі Фріт) наступного дня після арешту основної групи у США втекти з Іспанії. 
Десять розвідників зізнались у звинуваченнях й були обміняні на чотирьох російських громадян. Троє були засуджені за державну зраду шляхом шпигунства - вчений Ігор Сутягін, колишній полковник ГРУ Сергій Скрипаль, колишній співробітник російських спецслужб Олександр Запоріжський, колишній офіцер КДБ й колишній заступник начальника служби безпеки телекомпанії «НТВ-Плюс» Геннадій Василенко, засуджений за незаконне зберігання зброї, а також спробу змайструвати вибуховий пристрій.

## Обставини справи
Декотрі фігуранти справи, використовуючи підроблені документи отримали право громадянства чи проживання у різних країнах, вступали до американських університетів або знаходили роботу, маючи мету дістатись до урядового наближення.
Російські розвідники звинувачувались у передачі інформації Службі зовнішньої розвідки (СЗР) Росії, з використання зникаючих чорнил, бездротових комп'ютерних мереж, короткохвильових передавачів, обміну однаковими валізами на вокзалах й цифрових світлинах. Обмін повідомленнями й матеріалами відбувався у громадських місцях, наприклад у центральному вокзалі Нью-Йорку та Центральному парку. Інформація котра передавалась стосувалась політики США у Центральній Америці, сприйняття зовнішньої політики Росії США, проблем армії й американської політики з використанням інтернету терористами. 
Десять підозрюваних були арештовані 27 червня 2010 року під час операції у Бостоні, Монклері, Йонкерсі й північній Вірджинії. Вони звинувачувались у відмиванні грошей (покарання до 20 років позбавлення волі). Звинувачень пов'язаних з викраденням секретних даних  не було висунуто, у звинувачених були зв'язки з колишнім співробітником розвідки та вченим, що брав участь у розробці бетонобійних бомб.
Відразу після звістки про затримання розвідників у СЗР почалось велике розслідування з пошуку каналу втрати інформації про цих нелегалів. Оголошувалось, що зрадником у СЗР, що видав американцям російських розвідників був «полковник Щербаков» - колишній начальник американського відділу управління «С», що керував роботою лінії нелегальної розвідки. Пізніше було уточнено, що співробітник СЗР котрий розкрив спецслужбам США дані російських агентів, був полковник Олександр Миколайович Потєєв, а не полковник Щербаков, як писала раніше російська газета «Коммерсантъ».
Потєєв очолював 4-й (американський) відділ Управління «С» СЗР Росії (нелегальна розвідка) й втік до США з Росії за декілька днів до початку червневої зустрічі у Вашингтоні президента США й Росії. Росіяни стверджували, що втечу Потєєва організували американські спецслужби, маючи страх бути викритим. Спецслужби Росії не звернули увагу, на те, що дочка Потєєва давно мешкала у США. 
Цікаво те, що полковник Щербаков існує й також співпрацював з американськими спецслужбами, хоча й не мав відношення до затримання російських агентів у США. Щербаков був заступником начальника Управління "К", котре відповідало за контррозвідувальне забезпечення розвідки.

## Суд
6 липня 2010 року газета The New York Times писала, що бажаючи уникнути судових слухань, під час яких могла бути розкрита секретна/конфіденційна інформація про технології збирання інформації, федеральні та місцеві органи слідства/прокуратури США шукали швидкі шляхи вирішення проблеми. Було прийнято рішення про депортацію в обмін на визнання у незначних/менших правопорушеннях. 
Повідомлення про обмін шпигунами першими отримано журналістом агентства Рейтарс у Москві.  Він отримав інформацію, про те, що зранку 7 липня Ігор Стуягін, засуджений у 2004 році за передачу секретної інформації британській компанії був звільнений.
На суді 8 липня 10 російських шпигунів признались у секретній діяльності на території США. Дана стаття передбачає позбавлення волі до 5 років, газета The Washington Post побачила визнання як крок до самого масштабного обміну шпигунами після закінчення холодної війни.
Всі російські шпигуни, за винятком Вікі Пелаес визнали, що є громадянами Росії та шпигунами. За заявою генерального прокурора США Еріка Голдера, ніхто з підозрюваних не передавав секретну інформацію, а тому їм не висунуто звинувачення у шпигунстві. Вирок включав арешт на терміни, рівні часу проведеному у тюрмі. Майно шпигунів було конфісковано.  
З оприлюднених судом документів стали відомі справжні імена російських агентів: 
- "Річард" і "Синтія" "Мерфі" виявилися громадянами Росії Владіміром і Лідією Ґурєєвими.
- "Дональд Говард Гітфілд" і "Трейсі Лі Анн Фолі" визнали, що їхні імена Андрій Бєзруков і Елена Вавілова.
- "Хуан Лазаро" виявився Міхаїлом Васєнковим.
- "Майкл Зоттолі" і "Патрісія Міллс" визнали, що їх звали Міхаїл Куцик і Наталія Переверзєва.
- Анна Чапман і Майкл Семенко діяли під власними іменами, а Вікі Пелез народилася в Перу.
- 11 підозрюваний Крістофер Мецос зник після того, як його відпустили під заставу на Кіпрі, де його було заарештовано.

Держдепартамент США заявив, що засудження 10 агентів до тривалого ув’язнення не принесло б значної вигоди для безпеки країни.

## Обмін шпигунами у Відні

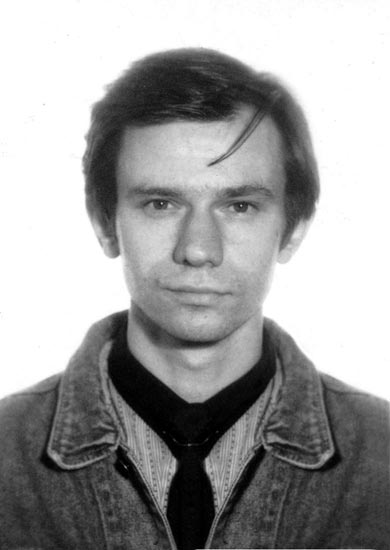
Ігор Сутягін

7-8 липня 2010 року було оголошено, що США та Росія дійшли зроди про обмін арештованими по програмі Illegals Program, 10 осіб будуть надіслані до Росії, а з Росії надішлють до США - Ігоря Сутягіна, Сергія Скрипаля, Олександра Запоріжського за шпигунство, четвертий Геннадій Василенко, за злочини, не пов'язані зі шпигунством, і потрапив у список для обміну з невідомих причин. Існувала інформація, що Запоріжський та Василенко мали відношення до виявлення у 2001 році у США співробітника ФБР Роберта Ганссена, котрий працював на розвідку Росії. Обмін Сутягіна був обов'язковою умовою американців для обміну, а директор ФСБ А. Бортніков побачив у цьому додатковий доказ співпраці зі спецслужбами США.
Обмін шпигунами відбувся 9 липня 2010 року у дальньому кутку літнього поля летовища Відня, де одночасно приземлились літаки з Нью-Йорку та Москви. Сутягін й Скрипаль після звільнення жили у Великій Британії, Запоріжський й Василенко у США.
Російські шпигуни полетіли до Москви, де їх після карантину у Підмосков'ї у серпні зустрів прем'єм-міністр Росії В.Путін. 